# Engelbert z Admontu
Engelbert z Admontu (ur. w 1250 w Volkersdorf, zm. 12 maja 1331 w Admoncie) – opat Admontu w latach 1297–1327.
Engelbert z Admontu uważany jest za jednego z ważniejszych twórców idei zjednoczeniowych w Europie w XIV wieku, autor dzieła "O początku i końcu Cesarstwa Rzymskiego". Uważał, iż walka z pogaństwem miała zjednoczyć chrześcijańskie państwa w Europie wokół osoby papieża. Zaś cesarz jako pierwszy pośród władców świeckich, miał sprawować arbitraż pomiędzy państwami.